# Per-Olof Karlsson
Per-Olof Karlsson, född 19 februari 1942 i Örebro, är en svensk seglare. Han tävlade för Rastaflottiljen. Hans far Hjalmar och äldre bror Arne Karlsson har också seglat i olympiska spelen.
Karlsson tävlade för Sverige i starbåt i olympiska sommarspelen 1960 i Rom. Tillsammans med klubbkamraten Sune Carlsson seglade de båten Mari till en 10:e plats.
Han blev tillsammans med Sune Carlsson svensk mästare i starbåt 1957 och 1959.